# 赫克歇爾-奧林模型
赫克歇尔–奥林模型（英語：Heckscher–Ohlin model），又稱H-O模型（H-O model）、資源稟賦理論，是一个国际贸易的一般均衡理论與数学模型，由斯德哥尔摩经济学院的伊萊·赫克歇尔（Eli Heckscher）於1919年提出，其學生貝蒂爾·奧林（Bertil Ohlin）於1924年將其基本觀念於博士論文中進一步闡明，相關請見赫克歇爾-奧林定理。
这个模型建立在李嘉图的比较优势理论之上，本模型建立在各國資源稟賦以及產品特性的基本差異上，赫克歇尔與奥林認為每個國家所擁有的生產要素豐富程度並不相同，不同的產品生產時所需要的生產要素也不相同，在這種情形下，一國若是生產某種產品，其密集使用了國內較為豐富的生產要素，便可以在生產此種產品時擁有比較優勢。

## 模型假設
簡單的赫克歇尔–奥林模型的基本假設如下：
- 世界上有兩個國家，同時都生產兩種財貨X與Y，使用兩種生產要素：勞動要素（Labor, L）與資本要素（Capital, K）。

相較於李嘉圖模型而言，假定使用兩種生產要素使得本模型有較為豐富的表現，其每個國家都會生產兩種財貨的假定也與李嘉圖模型的結論不同。
- 兩國在生產時使用相同的技術，且此技術符合規模報酬固定（Constant Return to Scale）的特性。但單一要素的使用則符合規模報酬遞減（Diminishing marginal returns to each factor）。

規模報酬固定的生產技術據以下的特性：資本要素與勞動要素的邊際生產力（Marginal Production）僅是資本:勞動比例（K/L）的函數。
- 生產X財貨與Y財貨的要素密集度不同，也就是生產這兩種財貨時，耗用的資本/勞動比（K/L）不同。

在這個模型裡，假定了X財貨擁有較Y財貨低的資本/勞動比，也就是生產X財貨相對Y財貨而言，要花比較多的勞動要素。我們在這裡稱呼X財貨為勞動密集財（Labor-Intensive Goods），相對的Y財貨則稱為資本密集財（Capital-Intensive Goods）。
- 兩國的要素稟賦不同，在此假定A國擁有相對較多的勞動要素（勞動稟賦擁有量對資本稟賦擁有量的比例K/L較低），稱勞動豐富國（Labor Abundant Country），B國擁有相對較多的資本要素（K/L較高），稱為資本豐富國（Capital Abundant Country）

在這裡所說的資本密集和勞力密集，乃是由兩國的K/L比比較得來的，是相對而非絕對。
- 兩種生產要素在國內都可以任意的移動，但在國際間則不能移動，且生產要素市場與產品市場均為完全競爭市場。

此項假設意在把國內市場中資源分配與超額利潤的問題忽略掉，專注於處理國際間貿易分工的結果。
- 兩國有相同的需求型態，且需求函數為齊序的（Identical and Homothetic）

此項假設目的在將模型的重點放在探討兩國供給面的差異上，故假設兩國有一樣的需求型態。齊序的需求函數則保證無論所得水準如何改變，當面對相同價格時，這兩個國家所消費的X財貨與Y財貨的比例不變。
H-O模型強調各國所擁有的要素秉賦比例不同，個別產品生產所需的要素比例也不同，因此又稱為要素比例模型（Factor proportion Model）。

## 模型結論
H-O模型預測當一國在國際貿易中擁有某种相對較豐富的資源稟賦時，生產使用該項要素較多的產品，將使該國在生產這項產品上擁有比較優勢。
也就是資本豐富國在生產資本密集財上擁有比較利益，勞動豐富國在生產勞動密集財上有比較利益。

## H-O四大定理
在奥林的論文於1933年經哈佛大學翻譯成英文之後，H-O模型以及由此所建構起的一般均衡體系引起了廣泛的重視，後續的學者由此出發，也發展出了許多重要的定理。其中有三個最為有名：
- 施托尔珀－萨缪尔森定理（Stolper–Samuelson theorem）
- 要素價格均等化定理（Factor price equalization）
- 罗伯津斯基定理（Rybczynski theorem）

以上三大定理與H-O模型所導出的比較利益預測結果合稱為H-O四大定理。

## 列昂季耶夫悖论
根據H-O模型的預測，擁有相對較多資本要素的國家當生產較多的資本密集財出口以獲取比較利益，反之，勞動要素密集的國家則會生產並出口勞動密集財。
瓦西里·列昂季耶夫於1953年提出了著名的李昂鐵夫悖論，認為H-O理論預測的結果有問題。里昂鐵夫以美國的實證資料為本，認為美國既已是資本最密集的國家之一，卻仍出口相對勞動密集的財貨，與H-O理論的預測不合，引發了不小的討論。